# Stockholms läns västra domsagas tingslag
Stockholms läns västra domsagas tingslag var ett tingslag i Stockholms län.
Tingslaget bildades den 1 januari 1885 (enligt beslut den 20 juli 1883 och 27 juni 1884) genom av ett samgående av Långhundra tingslag, Seminghundra tingslag, Vallentuna tingslag och Ärlinghundra tingslag. 1971 upplöstes tingslaget och verksamheten överfördes till Stockholms läns västra tingsrätt.
Tingslaget ingick i Stockholms läns västra domsaga, bildad 1844.

## Kommuner
Tingslaget bestod den 1 januari 1952 av följande kommuner:
- Knivsta landskommun
- Märsta landskommun
- Skepptuna landskommun
- Sigtuna stad
- Upplands-Väsby landskommun
- Vallentuna landskommun
- Össeby landskommun